# (10814) Gnisvärd
(10814) Gnisvärd, désignation internationale (10814) Gnisvard, est un astéroïde de la ceinture principale.

## Description
(10814) Gnisvard est un astéroïde de la ceinture principale. Il fut découvert le 19 mars 1993 à La Silla par le programme UESAC. Il présente une orbite caractérisée par un demi-grand axe de 3,18 UA, une excentricité de 0,09 et une inclinaison de 11,0° par rapport à l'écliptique.

## Compléments